# 全国高等学校定时制通信制足球大会
全国高等学校定时制通信制足球大会（日语：全国高等学校定時制通信制サッカー大会），是日本以定時制及通信制高中生為對象所舉行的足球全國大賽。